# Семалан
Семала́н (фр. Sémalens, окс. Semalens) — коммуна во Франции, находится в регионе Юг — Пиренеи. Департамент — Тарн. Административный центр кантона Плен-де-л’Агу. Округ коммуны — Кастр.
Код INSEE коммуны — 81281.

## География
Коммуна расположена приблизительно в 590 км к югу от Парижа, в 55 км восточнее Тулузы, в 38 км к югу от Альби.
По территории коммуны протекают реки Агу и Сор.

## Климат
Климат умеренно-океанический. Зима мягкая и дождливая, лето жаркое с частыми грозами. Ветры довольно редки.

## Население
Население коммуны на 2010 год составляло 1979 человек.
| 1962 | 1968 | 1975 | 1982 | 1990 | 1999 | 2010 |
| ---- | ---- | ---- | ---- | ---- | ---- | ---- |
| 977  | 1004 | 1232 | 1412 | 1651 | 1846 | 1979 |

## Администрация
| Период | Период | Фамилия       | Партия | Примечания |
| ------ | ------ | ------------- | ------ | ---------- |
| 1971   | 1989   | Ремон Мань    |        |            |
| 1989   | 2008   | Мишель Альбер |        |            |
| 2008   | 2020   | Алекс Буке    |        |            |

## Экономика
В 2007 году среди 1279 человек в трудоспособном возрасте (15—64 лет) 948 были экономически активными, 331 — неактивными (показатель активности — 74,1 %, в 1999 году было 71,1 %). Из 948 активных работали 847 человек (451 мужчина и 396 женщин), безработных было 101 (46 мужчин и 55 женщин). Среди 331 неактивных 97 человек были учениками или студентами, 128 — пенсионерами, 106 были неактивными по другим причинам.

## Фотогалерея
- Церковь Св. Михаила
- Мост Антуанетты[фр.] через реку Агу
- Карта коммуны